# Patricia Polanco
Patricia Polanco es una actriz colombiana, reconocida por aparecer en varias producciones de televisión de su país a partir del año 2000.

## Carrera
Polanco inició su carrera como actriz en el teatro, apareciendo en obras como Ad portas, Hombres y Sé que volverás a finales de la década de 1990. En el año 2000 logró su primer papel importante en la televisión colombiana, interpretando a María Clara en la serie Brujeres. Un año más tarde encarnó a Mila Ferreira en la telenovela Amor a mil, en un elenco conformado por Manolo Cardona, Patricia Vásquez y Margarita Ortega. En 2002 interpretó al personaje de Esther de Corrales en la telenovela Milagros de amor, seguida de una participación en Todos quieren con Marilyn en 2004. Sobregiro de amor (2007) fue su siguiente aparición en la televisión colombiana, interpretando a Patricia Espejo.
En cine apareció en la producción Adiós Ana Elisa de Lola Producciones junto a Robinson Díaz y Adriana Arango, bajo la dirección de José Antonio Dorado. Ese mismo año apareció en el episodio "Mariela, la envenenadora" de la serie de drama y suspenso Mujeres asesinas en su versión colombiana y participó en la telenovela de Caracol Sobregiro de amor. Más tarde integró el elenco de la telenovela Vecinos, interpretando el personaje de Clarita. Durante un largo tiempo participó en los unitarios de Así es la vida y Mujeres al Límite.
En 2011 integró el reparto de Amar y temer, telenovela de corte histórico producida por Juana Uribe y dirigida por Germán Porras y Andrés Bierman. De la mano del director Ricardo Coral estuvo en Caracol en el programa Confidencial. Participó también como invitada en la novela Los taxistas y después interpretó el papel de Vilma en la telenovela 5 viudas sueltas. En 2014 apareció en la serie de RCN Televisión Un sueño llamado salsa.
Polanco fundó la escuela de formación de actores Stars Actors junto a su esposo Giuseppe Campanela. Allí se desempeña como docente y directora junto a colegas de su profesión como Jorge Cao, Alfredo Tappan, Fernando Solórzano y Christian Tappan.

## Filmografía

### Televisión
- Un sueño llamado salsa (2014) — Peppi
- 5 viudas sueltas (2013) — Wilma
- Infiltrados (2011)
- Confidencial (2011)
- Amar y temer (2011) — Doctora Esmeralda Arboleda
- Vecinos (2008) — Clara
- El cartel (2008) - Esposa de Ramiro
- Mujeres asesinas (2007) — Ep: Mariela, la envenenadora
- Sin vergüenza (2007) — Patricia Espejo
- Sobregiro de amor (2007) — Bertha Sáez de Bustamante
- Todos quieren con Marilyn (2004) — Clemencia de Camacho
- Milagros de amor (2002) — Esther de Corrales
- Amor a mil (2001) — Mila de Ferrara
- Brujeres (2000) — Maria Clara 'Cler'